# People First Party (Salomonen)
Die People First Party ist eine politische Partei in den Salomonen.
Bei den Wahlen 2014 und 2019 erhielt die Partei ein Mandat. Chachabule Rebi Amoi wurde zum Abgeordneten gewählt.
Bei der Wahl 2024 erlangte die Partei drei Mandate.

## Wahlergebnisse
| Wahl      | Stimmen | %   | Mandate |
| --------- | ------- | --- | ------- |
| Wahl 2014 | 11.601  | 4,5 | 1 / 50  |
| Wahl 2019 | 11.419  | 3,7 | 1 / 50  |
| Wahl 2024 | 11.045  | 3,2 | 3 / 50  |